# Суклінґ
Суклінґ або Горопі (англ. Mount Suckling) — гора, найвища вершина гір Горопу, що є складовою хребта Оуен Стенлі, в крайній південно-східній частині провінції Оро на кордоні з провінцією Мілн-Бей, на південному сході Папуа Нової Гвінеї.

## Географія
Гора Суклінґ розташована приблизно за 205 км на схід від столиці країни Порт-Морсбі. Лежить на відносно вузькому півострові, всього за 30 км на південний захід від затоки Коллінгвуд, за 80 км на захід від затоки Рабараба, та за 60 км на північ від південного узбережжя.
Абсолютна висота вершини 3676 метрів над рівнем моря. Хоча це не найвища вершина хребта Оуен Стенлі (гора Вікторія є найвищою, 4038 м), вона має найбільшу відносну висоту в цьому хребті. Відносна висота гори — 2926 м. За цим показником вона займає 6-те місце в Океанії, 3-тє на острові Нова Гвінея та 2-ге в Папуа Новій Гвінеї (після гори Гладстон, 3734 м). Найвище сідло вершини, по якому вимірюється її відносна висота, має висоту 750 м над рівнем моря. За іншими даними вершина має відносну висоту 2976 м, а висоту сідла 700 м. Топографічна ізоляція вершини відносно найближчої вищої гори Вікторія, яка розташована на північному заході, становить 179,25 км.
Вершина гори підноситься над лінією лісу, а його нижні схили доволі сильно зарослі деревами.
Територію навколо гори Суклінґ населяє народ Мейсін.

## Дослідження та підкорення
Станом на 1972 рік, гора були «дуже неадекватно досліджена» європейцями. Англіканський місіонер в Папуа Новій Гвінеї Норман Крутвелл ініціював експедицію для підкорення гори, яка зрештою досягла вершини після кількох невдалих спроб. Дослідники вважали гору «настільки недоступною, що [їх] довелося висадити вертольотом в ущелину на висоті 1500 м і з якої експедиція знайшла шлях до вершини». Вони піднялися через південний відріг гори, названий «Goe Dendeniwa»; друге слово означає «червоний» і відноситься до рівномірно червоного кольору скель і рослинності на цьому відрозі.